# ガザ北部空爆 (2024年6月)
ガザ北部空爆（ガザほくぶくうばく、英: northern Gaza City airstrikes）は、2024年6月22日にイスラエル国防軍（以下IDF）が行ったとされる2回の空爆。アル＝シャティ難民キャンプとタッファに対して行われ、43人以上が死亡した。

## 背景
アル＝シャティ難民キャンプは、2023年パレスチナ・イスラエル戦争が始まって48時間ほど後の2023年10月9日に攻撃され、少なくとも15人のパレスチナ人が殺害され、4つのモスクが攻撃・破壊された。イスラエル国防軍は、11月10日にガザ侵攻中に同難民キャンプに攻撃し、制圧中に、ハマースと戦闘になり、およそ150人のハマース工作員を殺害したと主張している。
空爆当時、ガザ地区北部から避難してきたパレスチナ人は、人道的安全地帯であるアル＝シャティ難民キャンプに避難するよう指示されていた。

## 空爆
2回の空爆は、ガザ市北部の別々の地区を標的としたもので、1回目はアル＝シャティ難民キャンプ付近の住宅街を、2回目はタッファ地区の家屋を攻撃した。イスラエルのメディアは、イスラエル国防軍はハマースの幹部を攻撃したと主張していると報じた。パレスチナ市民防衛隊の報道官は、この空爆は「地震」のように感じられ、地域全体が標的となり、数世帯が瓦礫の下に埋まったと述べた。負傷者の多くは、バプテストが運営する病院とアル・アハリ病院に運ばれたが、燃料や医療品の深刻な不足により、負傷者の治療が困難であった。
アル＝シャティ難民キャンプでは少なくとも24人のパレスチナ人が死亡し、タッファ地区では少なくとも18人が死亡した。空爆後、IDFは声明を発表し、「ハマースの軍事インフラ2カ所を攻撃した」と述べた。数十人のパレスチナ人が空爆と、それに伴う建造物の倒壊で負傷し、そのうち少なくとも35人がタッファで負傷した。パレスチナ市民防衛隊は、犠牲者の大半は民間人であり、数人は子供であると述べた。さらに、瓦礫の下敷きになったパレスチナ人がまだ数十人おり、救出活動は困難を極めていると述べた。

## 国際社会の反応
ハマースは、空爆は意図的に民間人を狙ったものだと主張し、その結果「占領軍とネオナチの指導者たちは報復に直面するだろう」と述べた。
UNRWAは声明を発表し、IDFの「人道法の露骨な違反」を非難しながら、「IDFの無差別攻撃によってガザのどの地域も安全でなくなった」と述べた。